# アダムズ郡 (ネブラスカ州)
座標: 北緯40度52分 西経98度50分 / 北緯40.867度 西経98.833度
アダムズ郡（アダムズぐん、英: Adams County）は、アメリカ合衆国のネブラスカ州にある郡。2006年1月時点での推定人口は33,185人で、郡庁所在地はヘイスティングズ (Hastings)。第2代アメリカ合衆国大統領のジョン・アダムズにちなんで名付けられた。
アダムズ郡は1郡のみでヘイスティングズ小都市圏を構成している。
ネブラスカ州のナンバープレートで、アダムズ郡の車両は最初の数字が14になっている。これは1922年にナンバープレートの制度を確立した際、アダムズ郡の車両登録数が州内の郡のなかで14番目に多かったからである。

## 地理
アメリカ合衆国国勢調査局によると、この郡は総面積1,461 km2 (564 mi2) である。このうち1,459 km2 (563 mi2)が陸地で、2 km2 (1 mi2) が海や湖などの水地域である。総面積のうち0.13%が水地域となっている。

### 隣接する郡
- ホール郡（北）
- クレイ郡（東）
- ウェブスター郡（南）
- カーニー郡（西）
- バッファロー郡（北西）

## 人口動静

2000年の時点での郡の人口ピラミッド

2000年国勢調査によると、アダムズ郡には31,151人、12,141世帯、及び7,964家族が暮らしている。人口密度は21/km2 (55/mi2) で、9/km2 (23/mi2) の平均的な密度に13,014軒の住居が建っている。この郡の人種の構成は白人94.54%、黒人（アフリカ系アメリカ人）0.64%、先住民0.36%、アジア系1.60%、太平洋諸島系0.04%、その他の人種1.99%、及び混血0.83%で、4.58%の人々がヒスパニックまたはラテン系である。郡民の45.6%がドイツ系、7.9%がアイルランド系、7.7%がイングランド系、7.3%がアメリカ系移民の子孫である。
アダムズ郡に住む12,141世帯のうち、30.90%は18歳未満の子どもと暮らしており、54.40%は夫婦で生活している。8.30%は未婚の女性が世帯主であり、34.40%は家族以外の住人と同居している。28.60%は独居で、全世帯の13.00%は65歳以上の独居老人世帯である。1世帯あたりの平均人数は2.43人であり、家庭の場合は3.00人である。
郡の住民は24.40%が18歳未満の子どもで、18歳以上24歳以下が11.90%、25歳以上44歳以下が26.20%、45歳以上64歳以下が21.70%、および65歳以上が15.90%となっている。平均年齢は36歳である。女性100人に対して男性は96.10人いて、18歳以上の女性100人に対しては男性は92.80人いる。
郡の世帯ごとの平均収入は37,160米ドルで、家族ごとでは45,620米ドルである。男性の29,842米ドルに対して女性は21,236米ドルの平均的な収入がある。この郡の一人当たりの収入 (per capita income) は18,308米ドルである。総人口の9.30%、家族の5.50%は貧困線以下である。18歳未満の子どもの10.40%及び65歳以上の6.70%は貧困線以下の生活を送っている。

## 都市および村

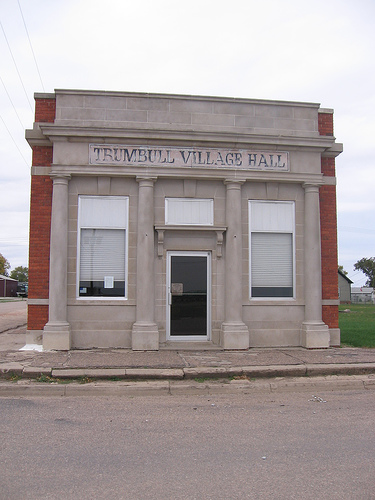
トランブルの村役場

- ヘイスティングズ（郡庁所在地）
- エアー (en:Ayr, Nebraska)
- ホルステイン (en:Holstein, Nebraska)
- ジュニアータ (en:Juniata, Nebraska)
- ケネソー (en:Kenesaw, Nebraska)
- プロサー (en:Prosser, Nebraska)
- ローズランド (en:Roseland, Nebraska)
- トランブル (en:Trumbull, Nebraska) クレイ郡にまたがって位置する

## 郡区
- エアー (en:Ayr Township, Adams County, Nebraska)
- ブレイン (en:Blaine Township, Adams County, Nebraska)
- コットンウッド (en:Cottonwood Township, Adams County, Nebraska)
- デンヴァー (en:Denver Township, Adams County, Nebraska)
- ハノーヴァー (en:Hanover Township, Adams County, Nebraska)
- ヘイスティングズ (en:Hastings Township, Adams County, Nebraska)
- ハイランド (en:Highland Township, Adams County, Nebraska)
- ジュニアータ (en:Juniata Township, Adams County, Nebraska)
- ケネソー (en:Kenesaw Township, Adams County, Nebraska)
- リトル・ブルー (en:Little Blue Township, Adams County, Nebraska)
- ローガン (en:Logan Township, Adams County, Nebraska)
- ローズランド (en:Roseland Township, Adams County, Nebraska)
- シルヴァー・レイク (en:Silver Lake Township, Adams County, Nebraska)
- ヴェローナ (en:Verona Township, Adams County, Nebraska)
- ワンダ (en:Wanda Township, Adams County, Nebraska)
- ウエスト・ブルー (en:West Blue Township, Adams County, Nebraska)
- ゼロ (en:Zero Township, Adams County, Nebraska)